# Stadtpark (Görlitz)

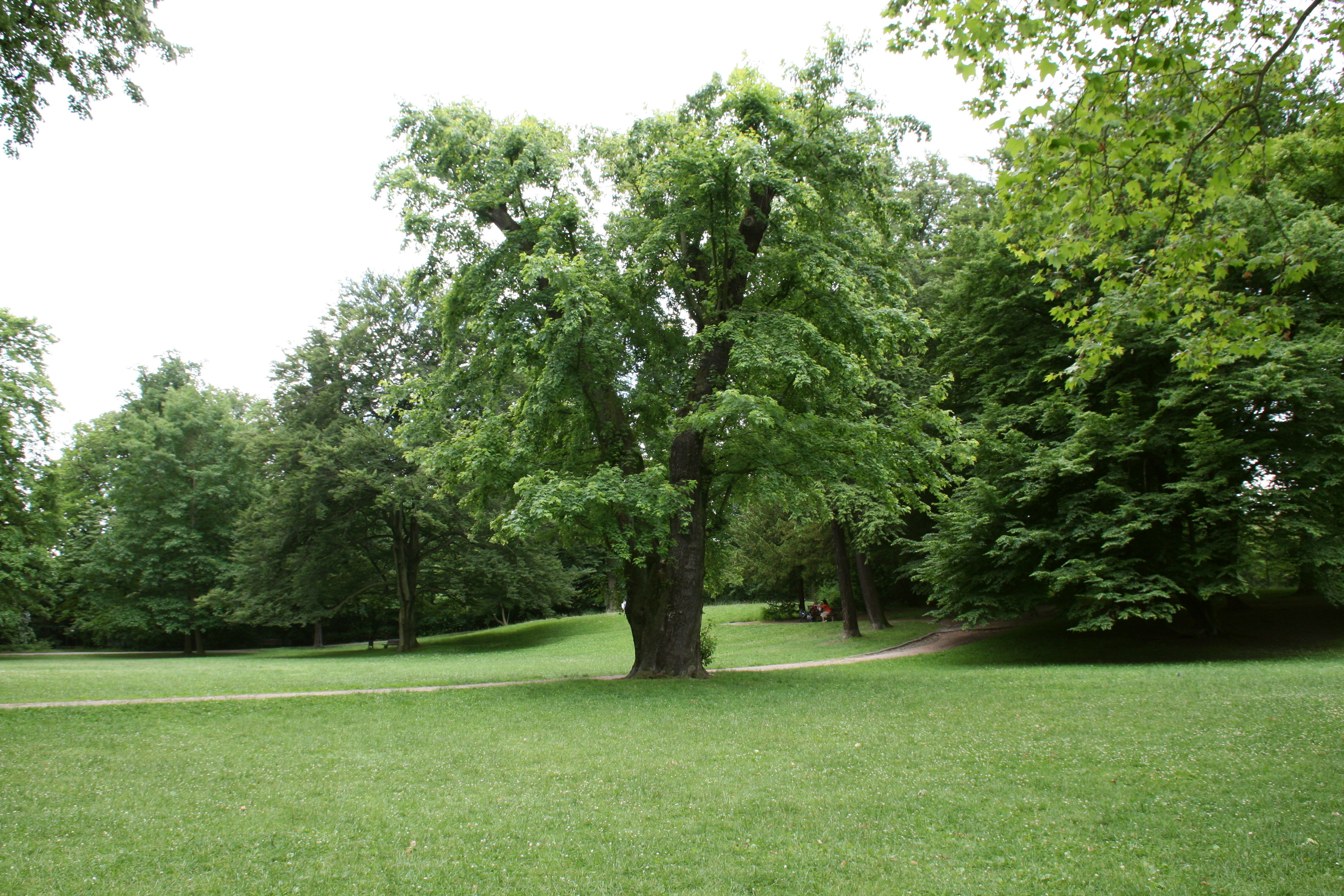
Blick über die große Wiese im Zentrum der Grünanlage

Der Stadtpark ist eine innerstädtische Grünanlage in der ostsächsischen Stadt Görlitz.

## Lage
Die Grünanlage befindet sich südlich des Stadtzentrums und wird durch den Lindenweg im Norden, die Lausitzer Neiße im Osten, die Straße Am Stadtpark im Süden und die Doktor-Kahlbaum-Allee und die Joliot-Curie-Straße im Westen begrenzt. Ausläufer des Parkes erstrecken sich jedoch auch westlich über die Doktor-Kahlbaum-Allee und die Joliot-Curie-Straße hinaus.
Am Rand des Parkes befinden sich mehrere bedeutende Bauwerke, darunter die Stadthalle im Südosten, das Ständehaus im Südwesten sowie die Synagoge im Nordwesten und das Parkhotel im Osten.

Im Stadtpark
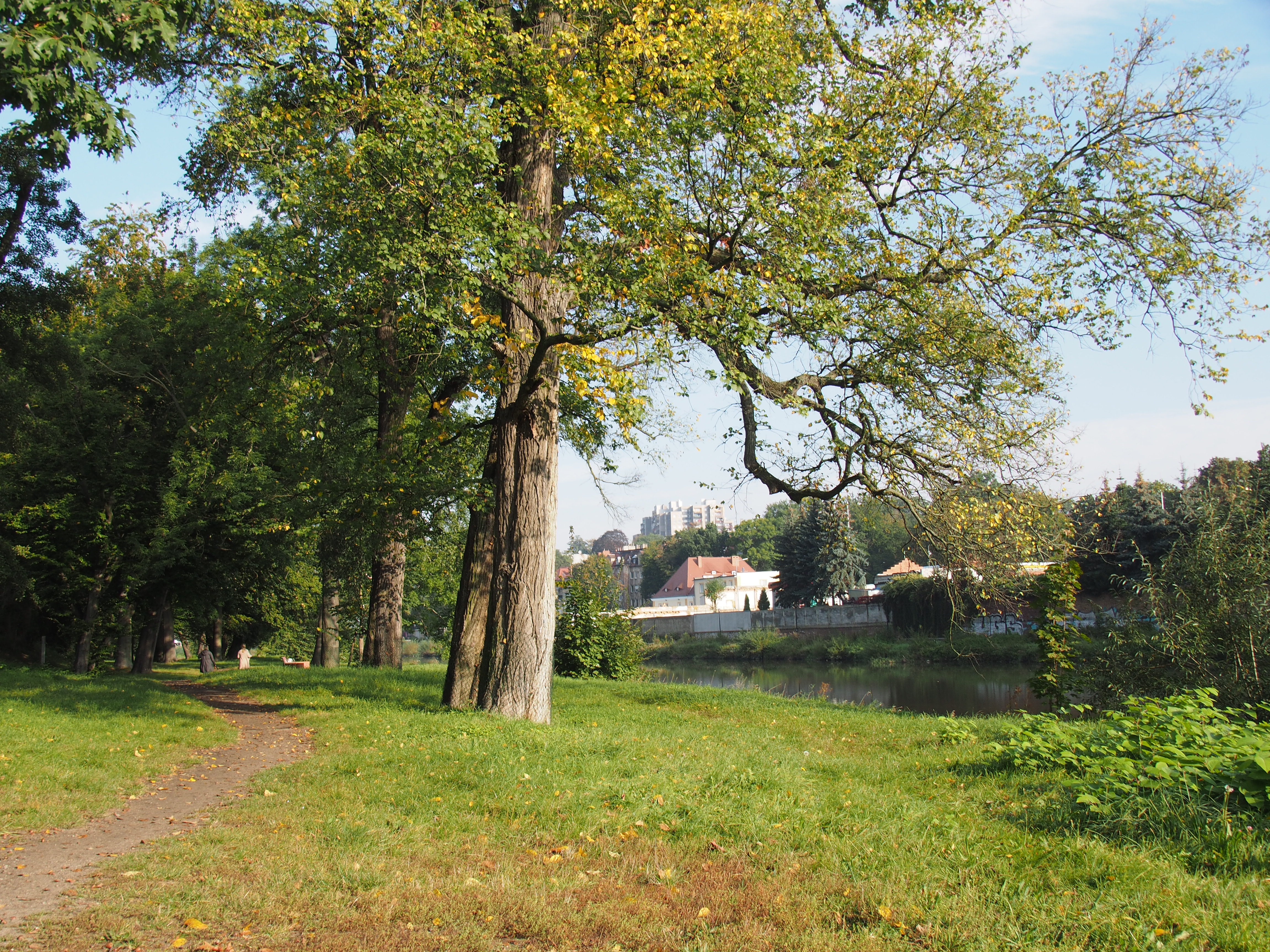
Am Ufer der Neiße
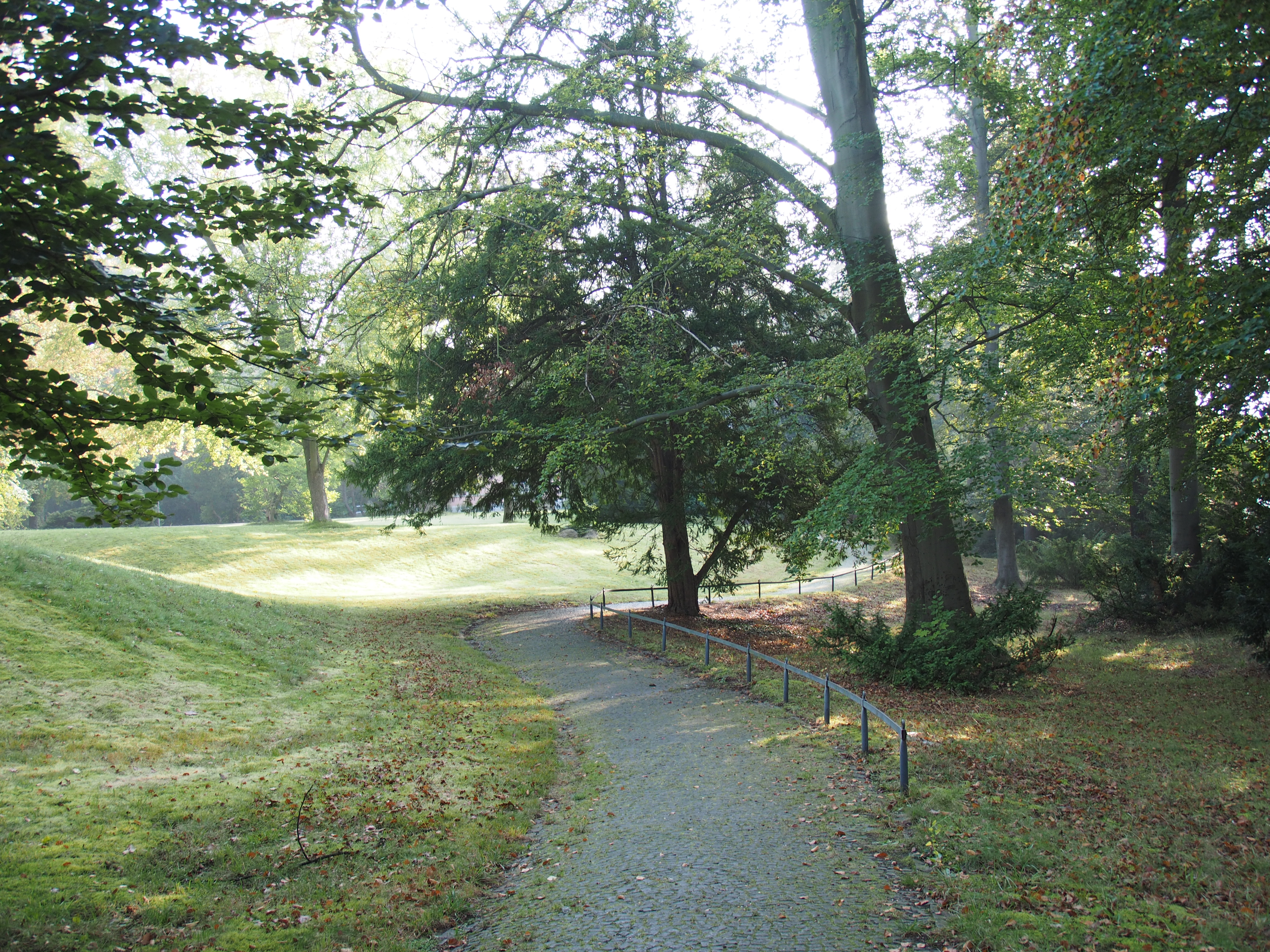
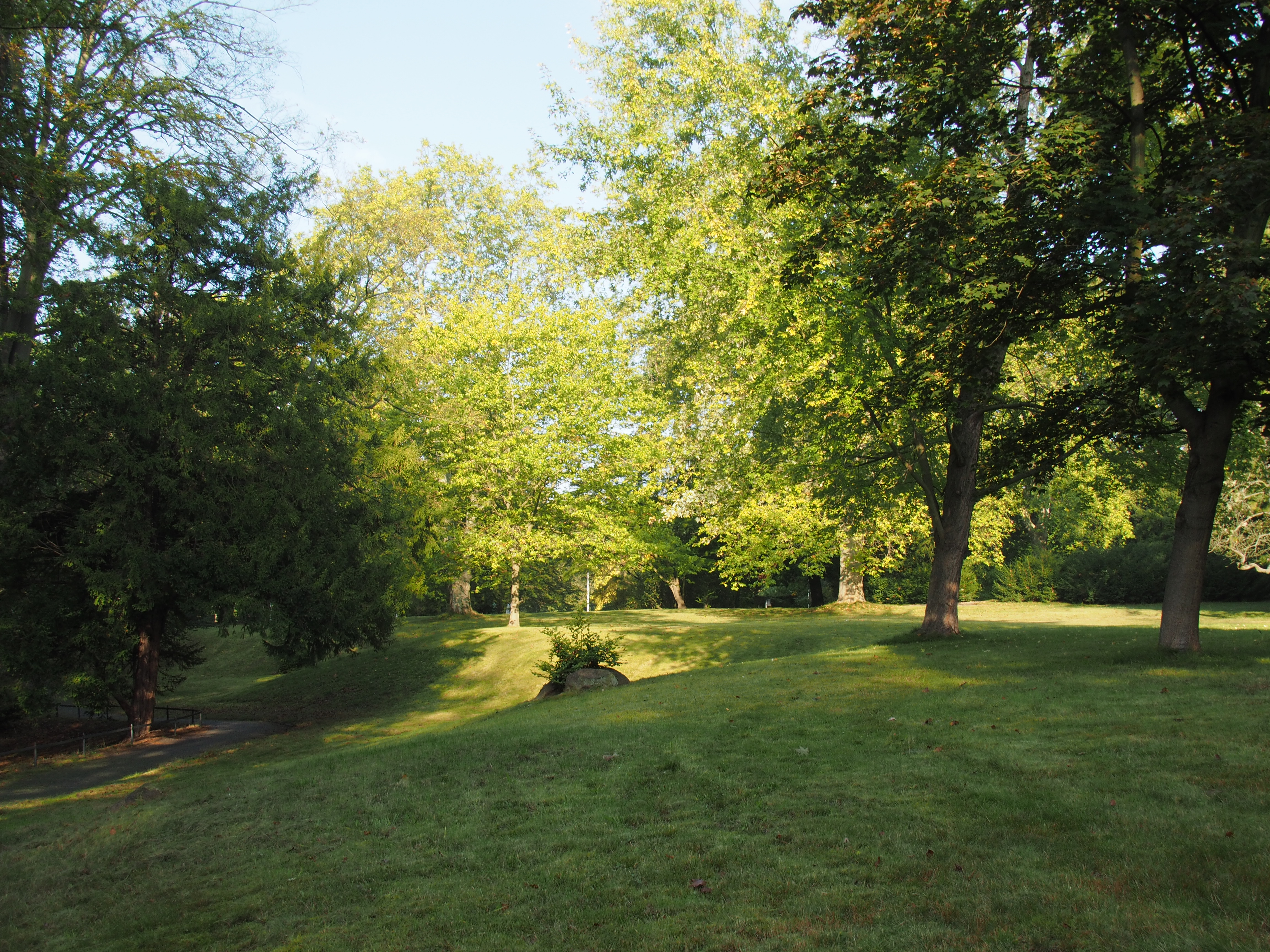
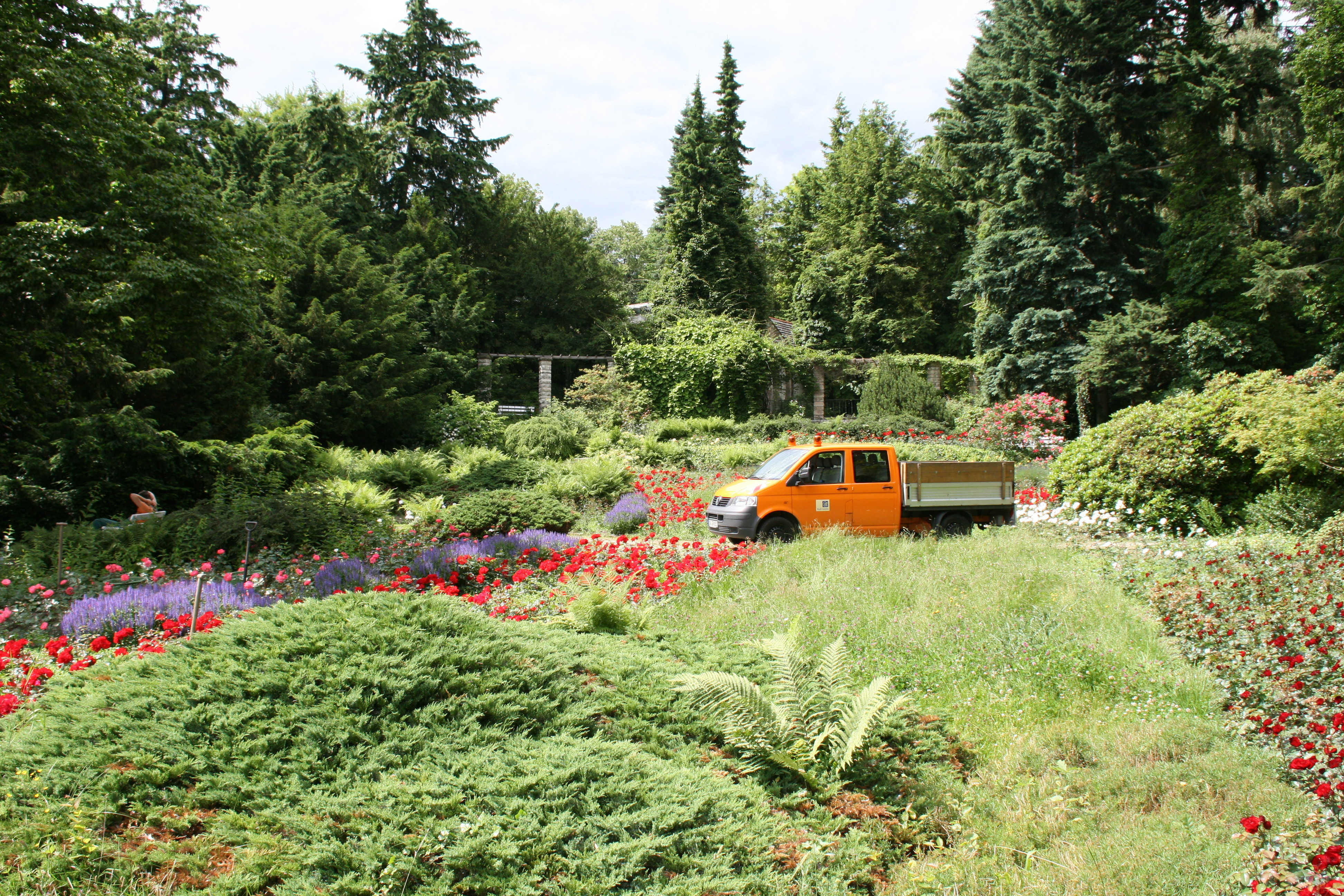
Rosenterrasse am Cafe Parkhäuschen

## Geschichte

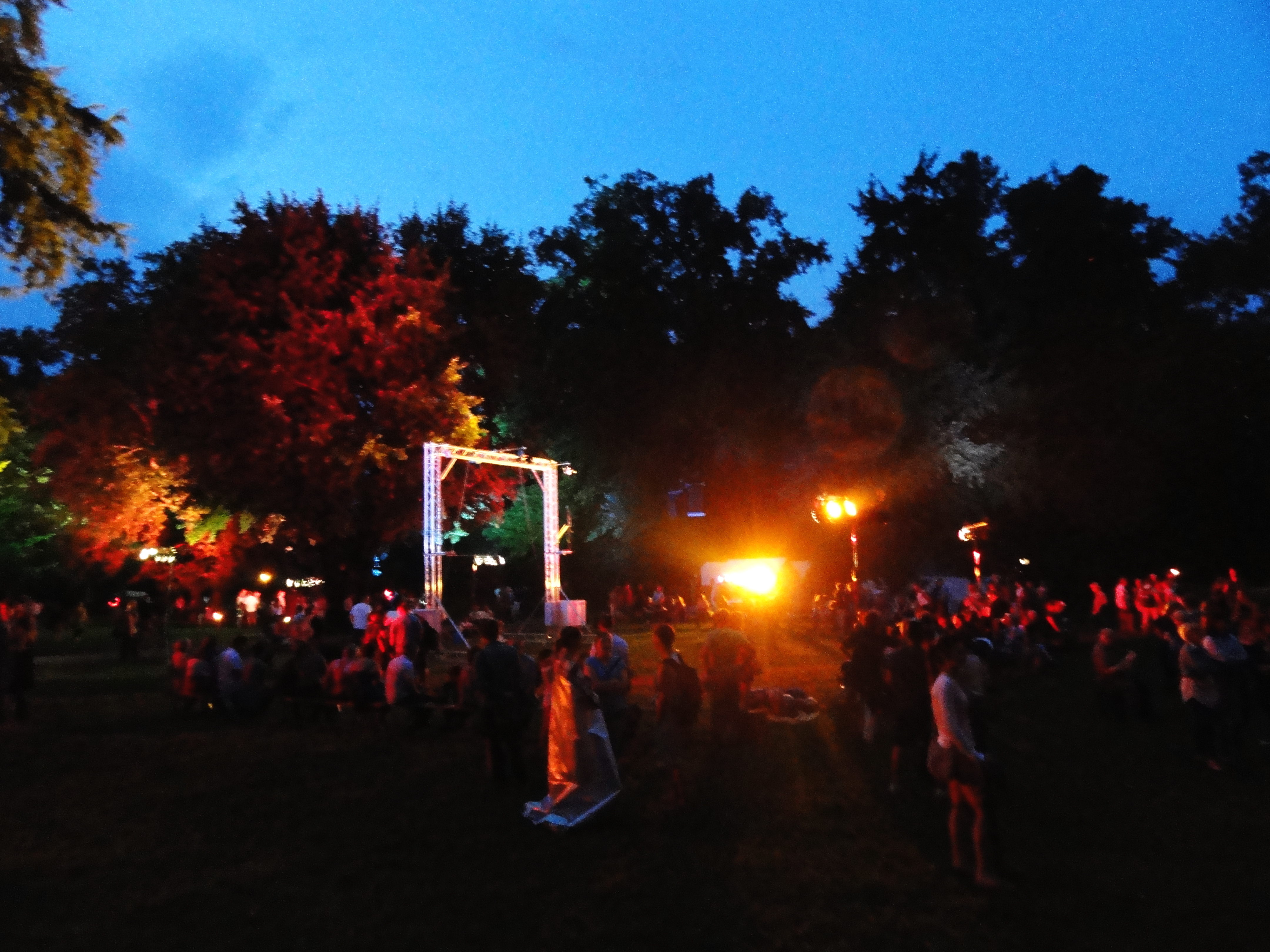
ViaThea im Stadtpark

Bereits im 18. Jahrhundert begann die Stadt die Wege vor den Stadtmauern mit Bäumen zu bepflanzen. Auch der Weg, der durch das Webertor (auch Pforte genannt) in Richtung Süden verläuft, wurde ab 1829 angelegt. Er trug lange Zeit den Namen Promenade und führte zwischen der Viehweide – dem heutigen Stadtpark – und Gärten wohlhabender Görlitzer Bürger entlang bis zu den Obermühlbergen am Blockhaus. Im Jahr 1830 begann man mit der Anlage eines Parkes auf der einstigen Viehweide. Aus dem Jahr 1834 stammen die ersten Pläne eines Görlitzer Kunstgärtners. Im Mai 1855 besuchte der preußische General-Gartendirektor aller königlich-preußischen Gärten Peter Joseph Lenné Görlitz. Er gab der Stadt Hinweise zur Änderung einiger Parksituationen. Der von Lenné dafür anfertigte Plan ist nicht mehr auffindbar.
Damals fehlte jedoch das Geld für die Umsetzung des Lennéschen Plans. Die Anlage des Stadtparks zog sich je nach Verfügbarkeit der städtischen finanziellen Mittel Jahre hin. Der über die Jahre entstandene Landschaftspark ist reich an Laub- und Nadelgehölzen und großen Rasenflächen, die bis heute erhalten blieben. Im Jahr 1910 legte man am südöstlichen Zugang des Parkes die Rosenterrasse (auch: Rosengarten) nach Plänen des Gartendirektors Schneider an. Er wurde 1962 vom Gartenbaudirektor Henry Kraft neu gestaltet und 1995 nochmals erneuert. Hinter dem Rosengarten befindet sich das Parkhäuschen. Es wurde 1845 als Wohnung für den Parkgärtner erbaut und war später Sitz der Parkverwaltung. Heute befindet sich in dem Haus das Café Parkhäuschen.
Im Stadtpark findet jährlich die Eröffnung des Straßentheaterfestivals ViaThea statt. Die Künstler nutzen den Park als Freilichtbühne.

## Brunnen, Denkmale, Skulpturen und Wasserspiele im Park

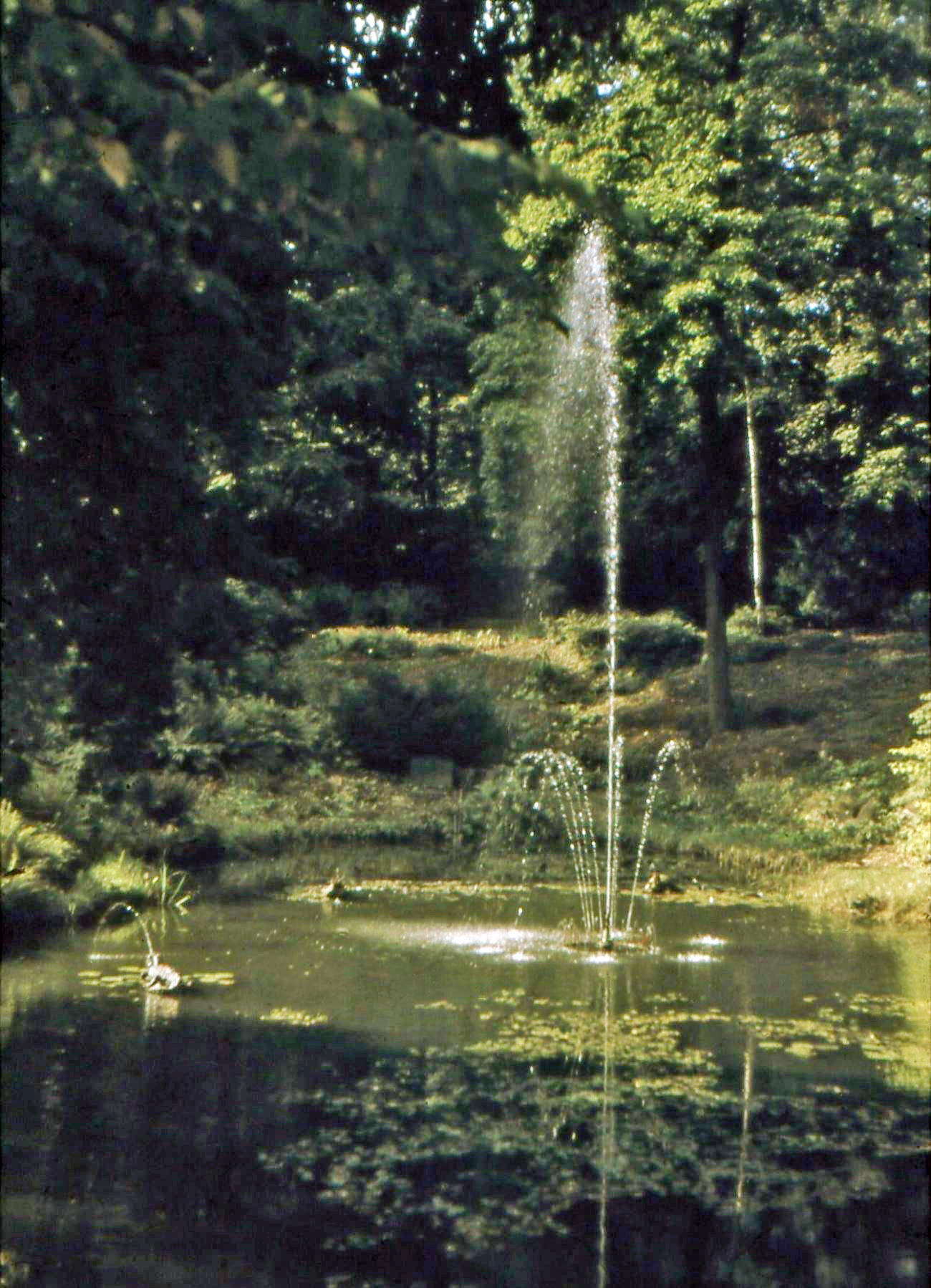
Ehemalige Fontäne im Stadtpark

Im Stadtpark wurden im Laufe der Jahrzehnte mehrere Denkmale und Wasserspiele aufgestellt bzw. installiert. Neben Humboldtbrunnen, Humboldt-Denkmal, Kugeldenkmal, Meridianstein und Skulptur Verzweiflung befinden sich in der Parkanlage mehrere kleine Kunstwerke, wie z. B. das Mädchen mit Hase am Parkhäuschen und die Sonnenuhr im Rosengarten. Das dem Botaniker, Naturforscher und Afrikareisenden Hermann Steudner 1874 geweihte Denkmal wurde 1942 abgebaut, die Bronzebüste für Rüstungszwecke eingeschmolzen und das Postament auf den Städtischen Friedhof gestellt. Der Verein HISTORICA e. V. setzt sich für einen originalgetreuen Wiederaufbau des Denkmals bis zum Jahr 2013 ein.
Auf Höhe der Einmündung der Schützenstraße stand einst der hölzerne Portikus. Er wurde 1815 aufgestellt, 1840 umgestaltet und wurde schließlich im ersten Nachkriegswinter 1945/1946 abgebaut, um das verbaute Holz als Brenn- bzw. Heizmaterial zu nutzen.
In unmittelbarer Nähe der Skulptur Verzweiflung befindet sich der sogenannte Goldfischteich. Der Teich soll seine einstige Fontäne im Rahmen von Sanierungsarbeiten im Park im Jahr 2012 zurückerhalten.
Die Abdichtung des Teichbeckens und die Installation einer sechs bis acht Meter hohen Fontäne sind nur einige der Vorhaben im Rahmen der Parksanierung. Durch Baumfällarbeiten und Neupflanzungen soll der Park sein einstiges Aussehen wieder zurückerhalten. Neben der Auslichtung um einige ältere Bäume, wie im angrenzenden Parkteil vor der Synagoge ist unter anderem die Wiederherstellung der Allee entlang des Schützenweges vorgesehen. Auch der Rundweg um das Humboldt-Denkmal und den benachbarten Brunnen soll wiederhergestellt werden.

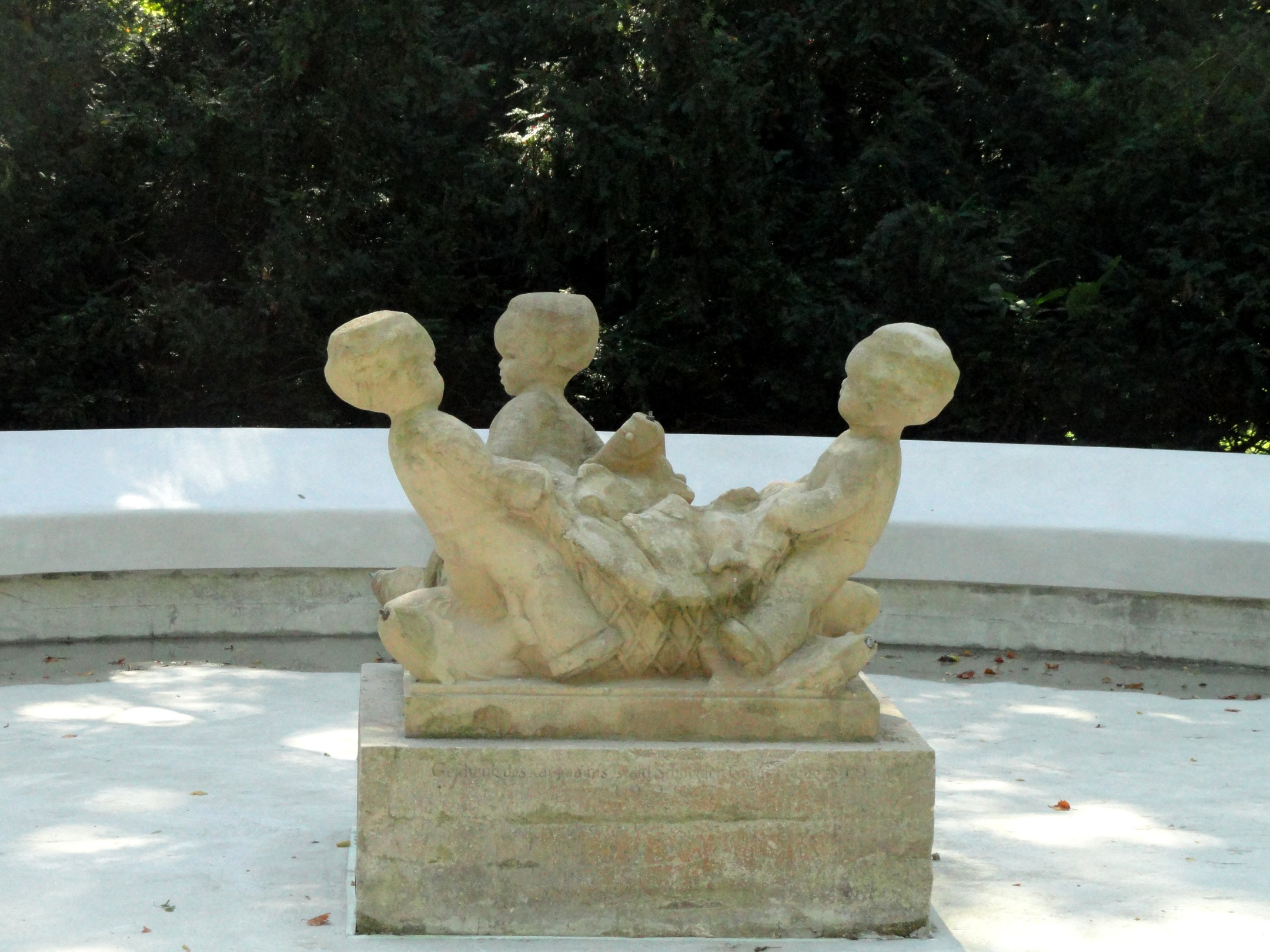
Brunnenplastik Fischende Knaben
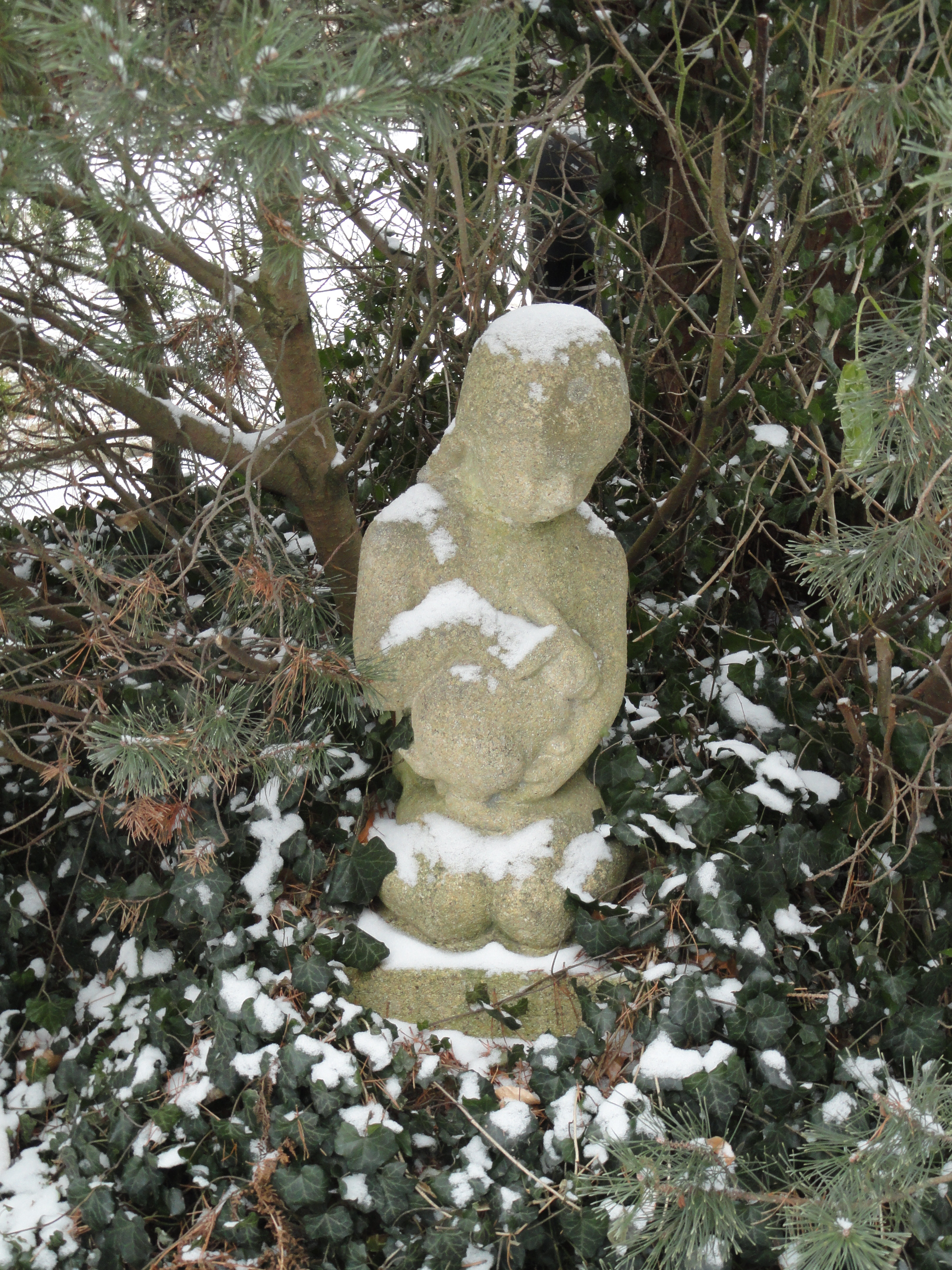
Mädchen mit Hase
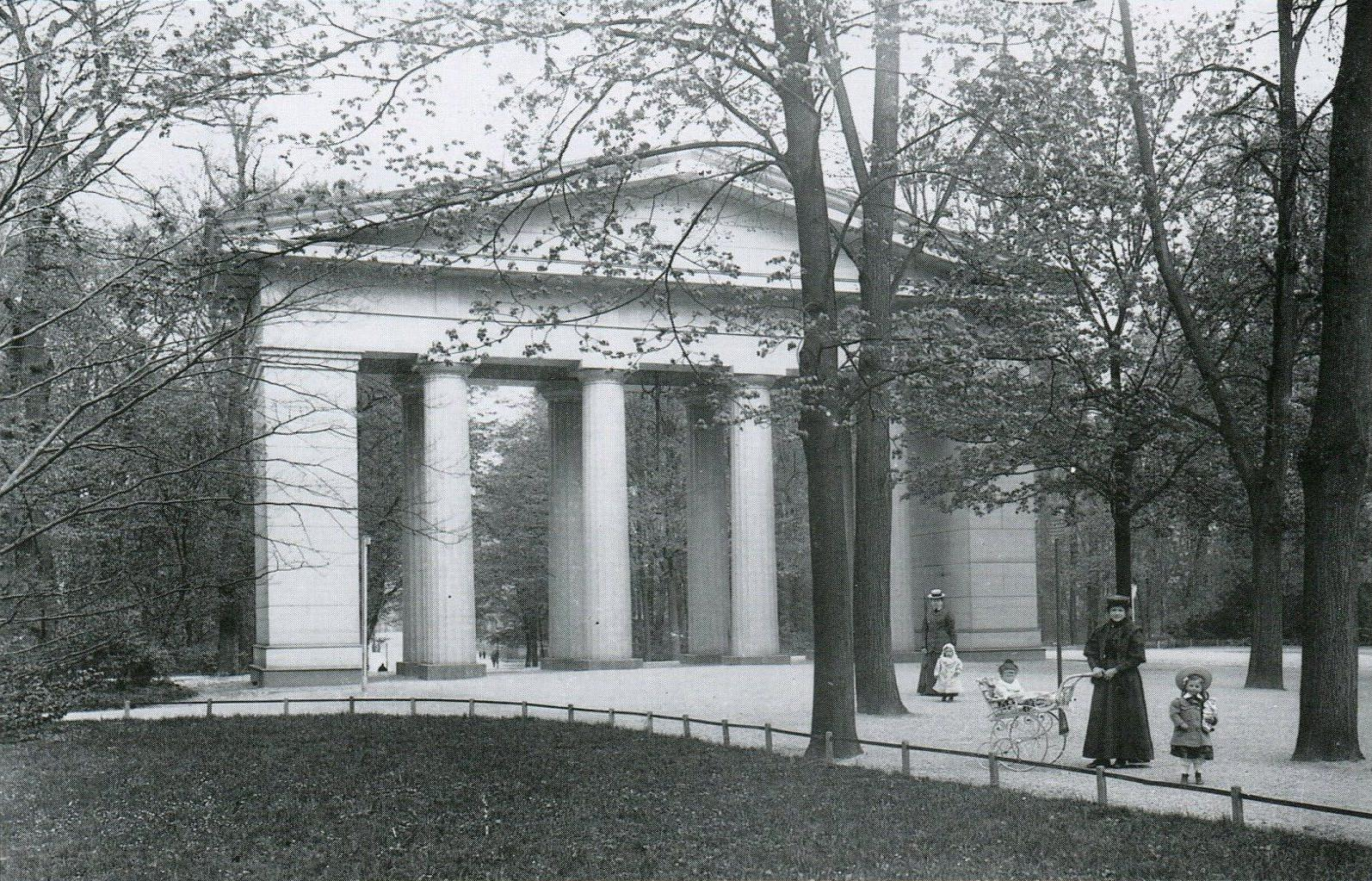
Portikus
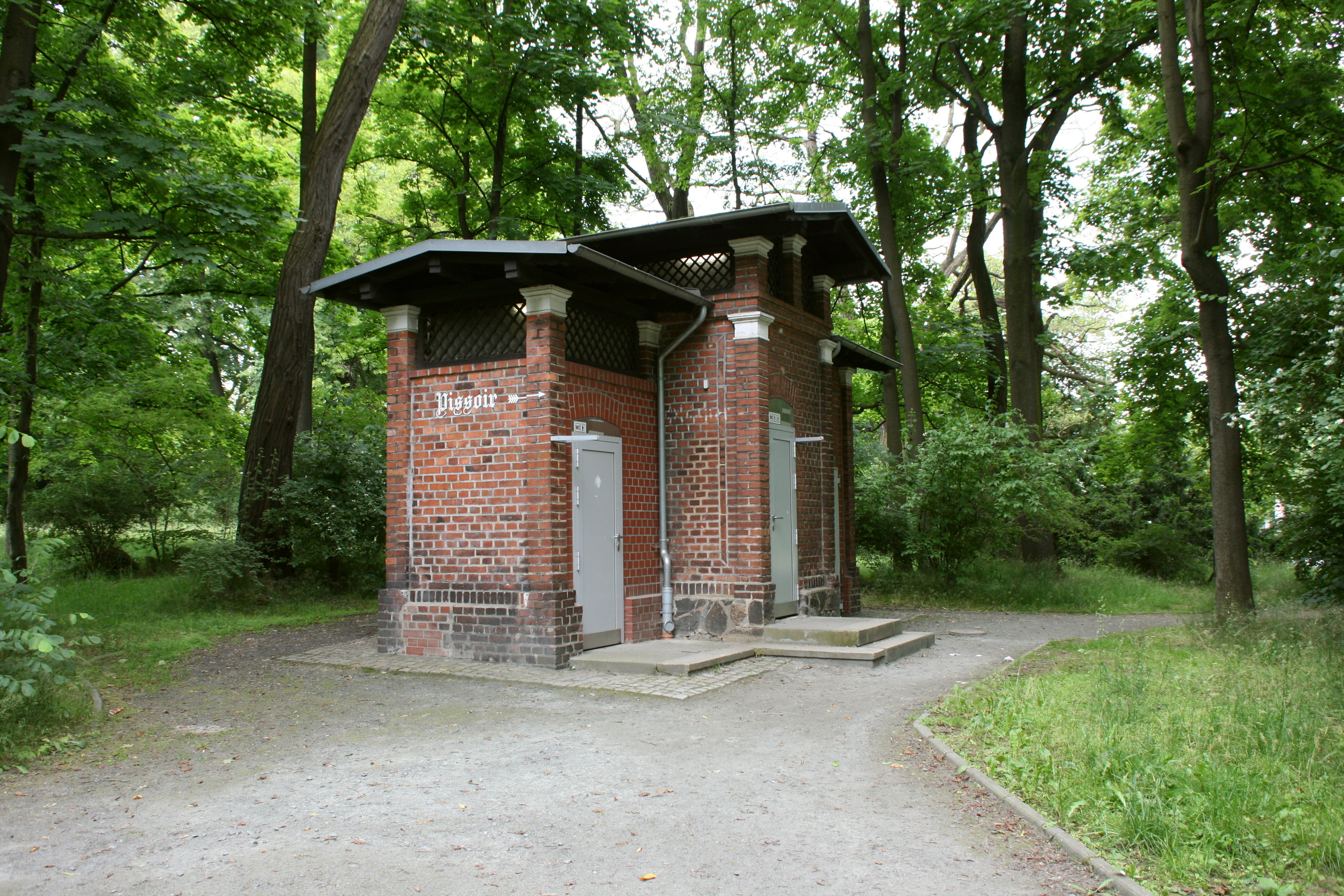
Historische Toilettenanlage am westlichen Zugang zum Park
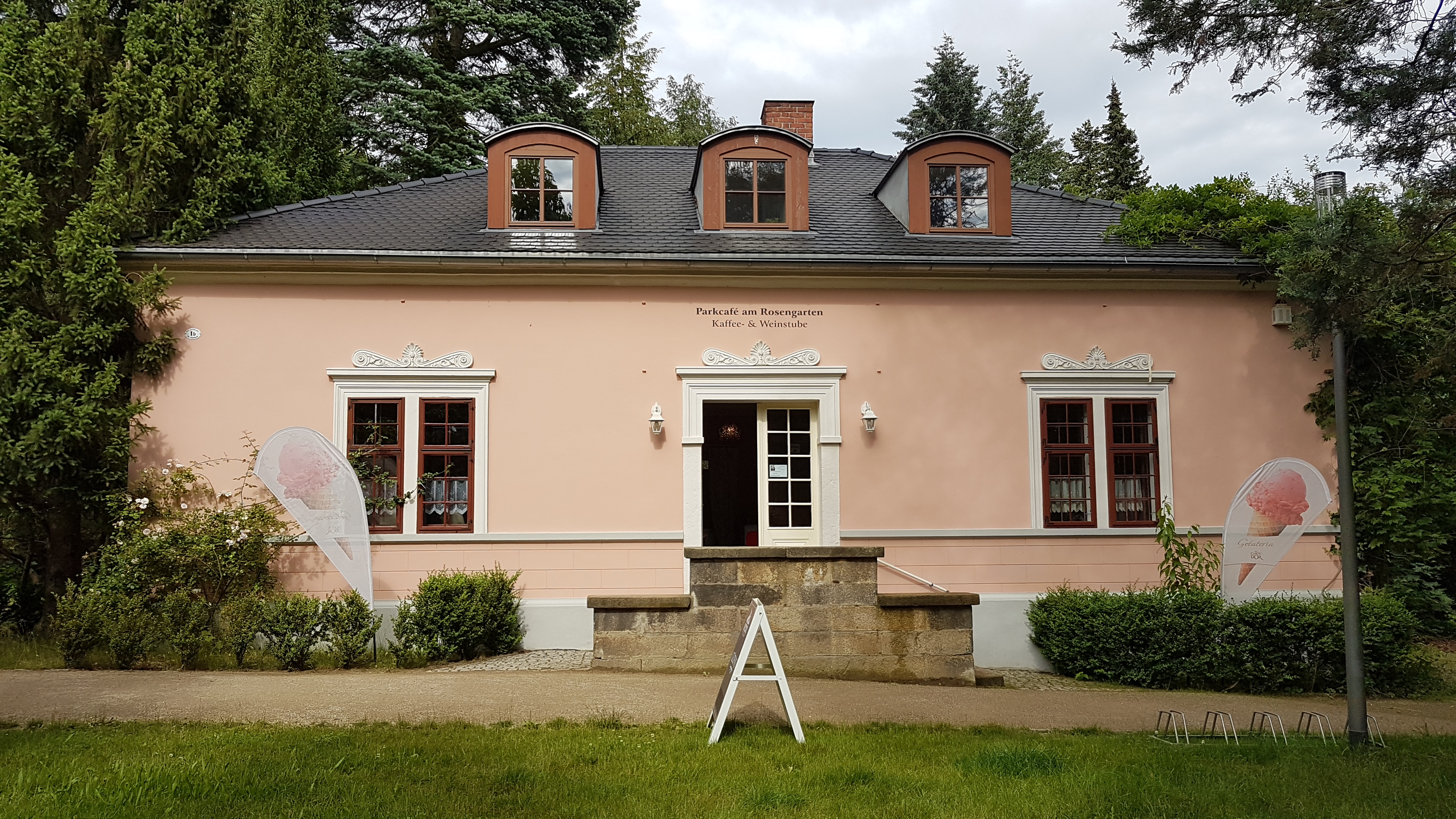
Parkcafe

### Humboldtbrunnen & Humboldt-Denkmal

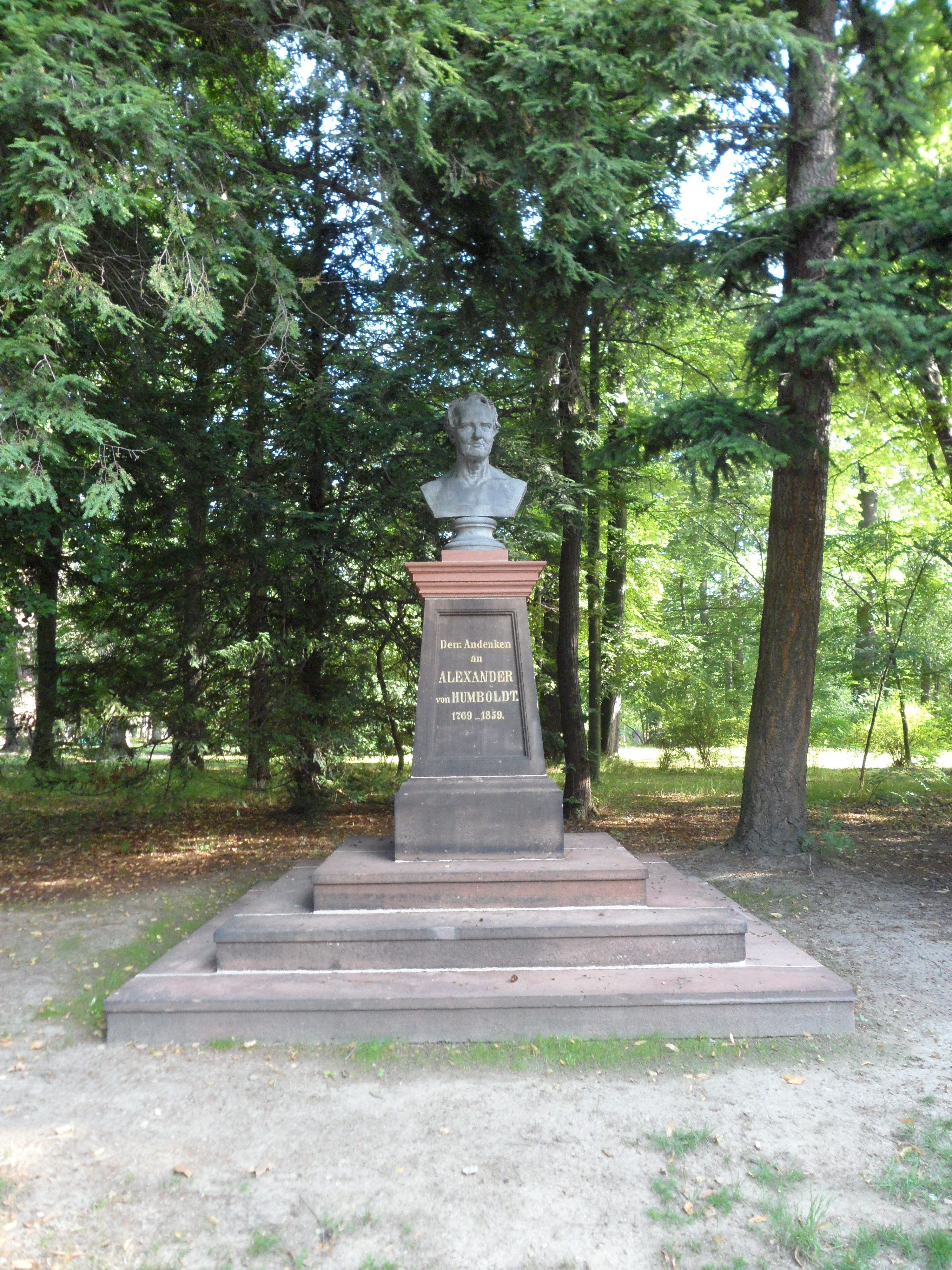
Humboldt-Denkmal

Der Zierbrunnen wurde 1875 errichtet. Damals befand sich in der Mitte des steinernen Brunnenbeckens eine Zinkgussplastik. Im Jahr 1929 wurde die ursprüngliche Zinkgussplastik inmitten des Brunnens schließlich durch die Brunnenfigur Fischende Knaben ersetzt. Die neue Plastik stiftete der Görlitzer Kunstglas-Kaufmann Ewald Schneider. Im Jahr 2004 wurde die Brunnenplastik unter finanzieller Mithilfe des Görlitzer Lions-Clubs und der Altstadtstiftung (aus Mitteln der Altstadtmillion) restauriert. Im Jahr 2011 folgt die Restaurierung des Brunnenbeckens.
Nördlich des Brunnens befindet sich das Humboldt-Denkmal mit dessen Büste. Es erinnert an den Naturforscher Alexander von Humboldt. Die Inschrift auf dem Sockel lautet: „Dem Andenken an Alexander von Humboldt 1769–1859“. Es stammt von Daniel Christian Rauch und wurde 1871 aufgestellt.

### Kugeldenkmal

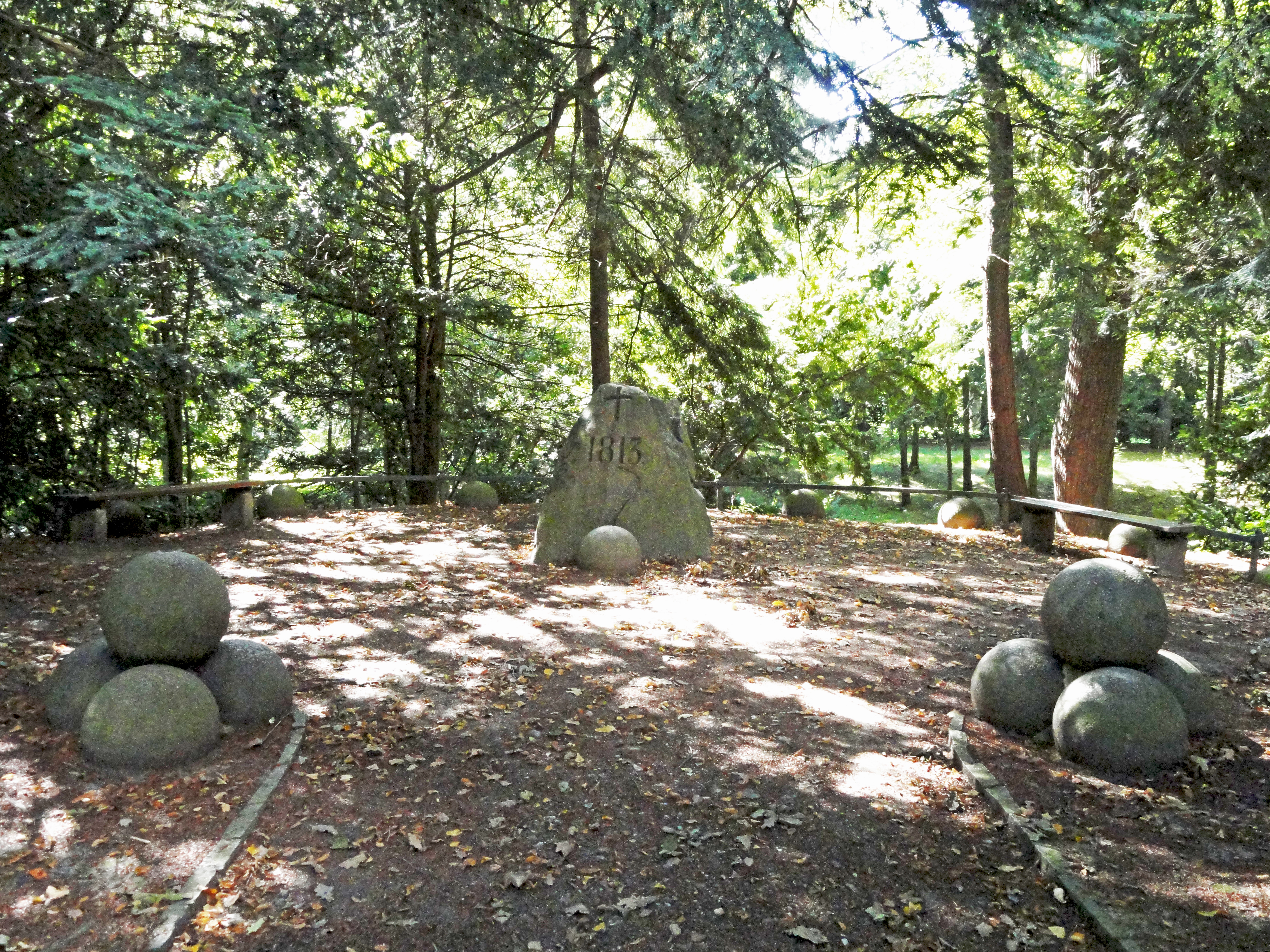
Kugeldenkmal

Das Kugeldenkmal erinnert an die 1813 in Görlitzer Lazaretten an Typhus gestorbenen Soldaten. Berichten zufolge soll es sich vorrangig um französische und unter russischen Kommando stehende bayrische Soldaten gehandelt haben, die auf der ehemaligen Viehweide – dem heutigen Stadtpark – begraben wurden.

### Meridianstein

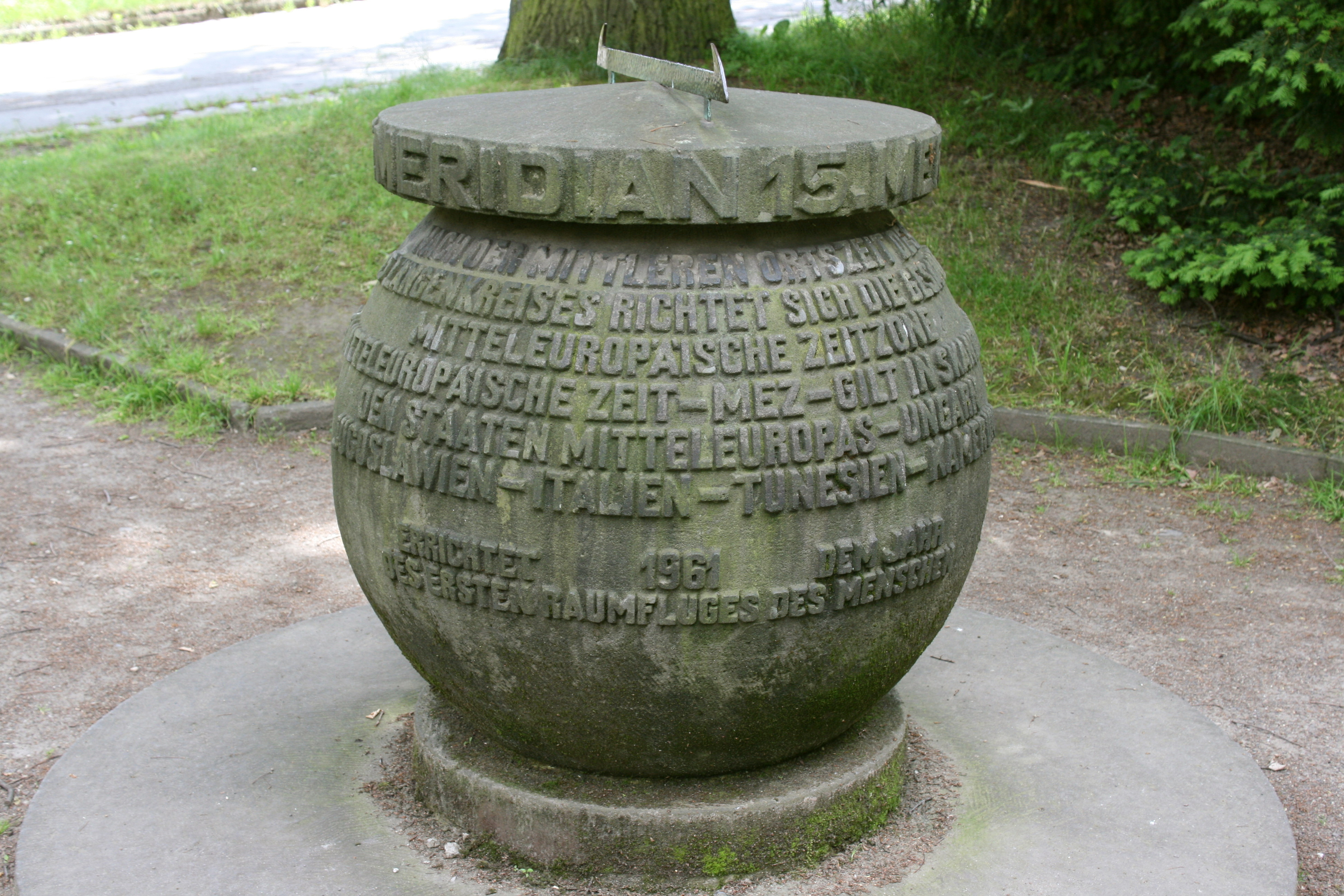
Meridianstein Standort:

Über die Neißewiesen, zwischen der Stadthalle und der Neiße, verläuft nach aktuellen Berechnungen der 15. Meridian. Der die Erdkugel symbolisierende Meridianstein wurde 1961 im Gedenken an die erste bemannte Raumfahrt des sowjetischen Kosmonauten Juri Gagarins aufgestellt. Moderne Messverfahren haben ergeben, dass der Stein seinerzeit 137 m zu weit westlich platziert wurde. Der auf der runden Deckplatte eingelassene Bronzebügel zeigt die genaue Nord-Süd-Richtung an. Der Görlitzer Steinmetz und Bildhauer Rudolf Däunert (1895–1962) erstellte und stiftete den Stein. Die Inschrift auf dem kugelrunden Stein lautet: 

„Nach der mittleren Ortszeit des 15. Längenkreises richtet sich die gesamte mitteleuropäische Zeit – MEZ – gilt in Skandinavien - den Staaten Mitteleuropas - Ungarn - Jugoslawien - Italien - Tunesien - Kamerun. Errichtet 1961 dem Jahr des ersten Raumfluges des Menschen.“

### Verzweiflung

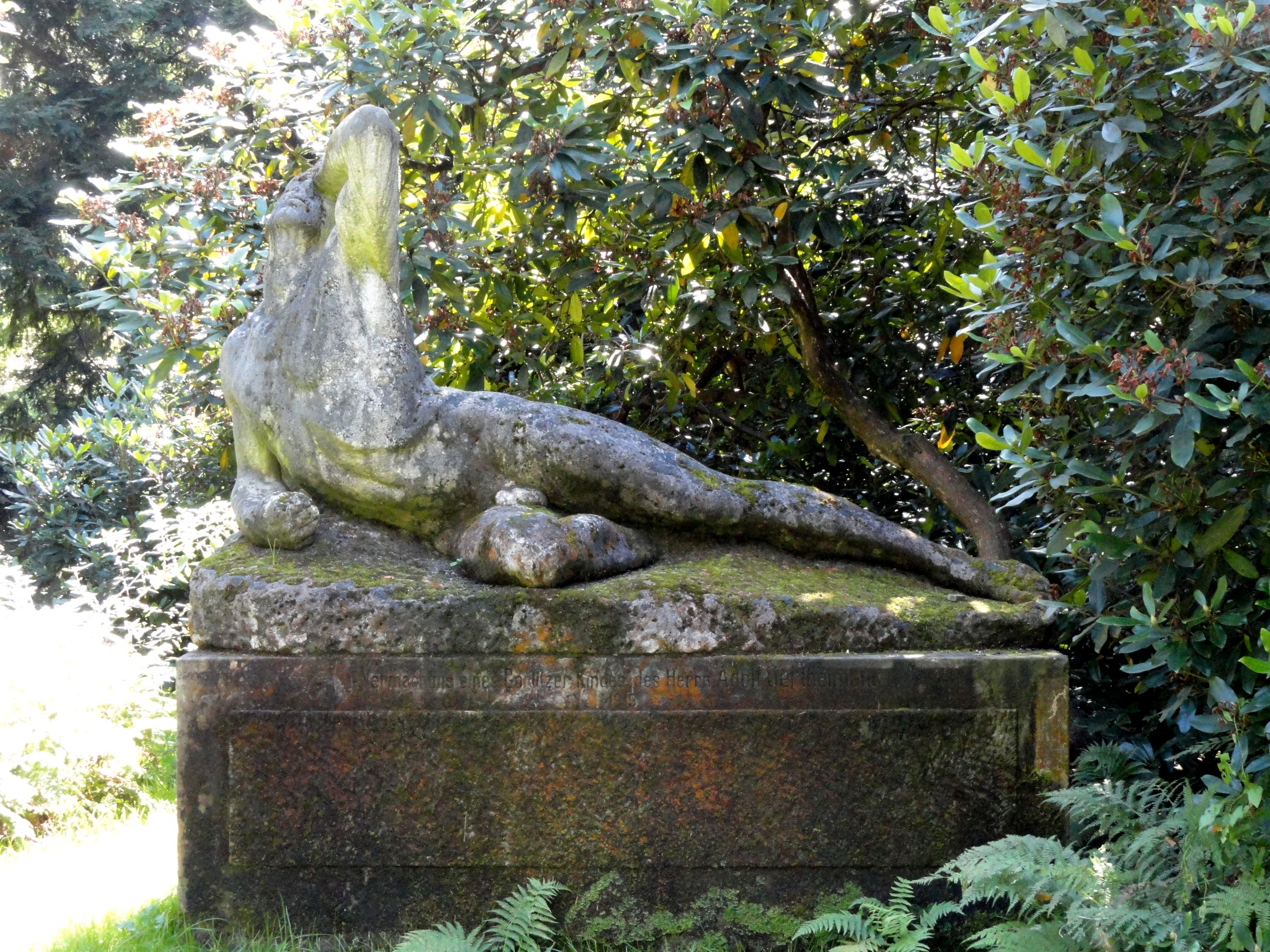
Skulptur Verzweiflung

Die Skulptur befand sich einst in den Anlagen des Schlosses des Grafen Fritz von Hochberg im schlesischen Halbau. Der Reichsgraf Hans Heinrich XV. von Hochberg schenkte die Skulptur der Stadt Görlitz im Jahr 1919. Auf dem Sockel ist die nachträgliche Inschrift: „Vermächtnis eines Görlitzer Kindes, des Herrn Adolf Berthelmann 1919“ zu lesen. Der Graf wollte wohl an seinen 1918 verstorbenen Sekretär Adolf Berthelmann erinnern, der in Görlitz geboren wurde. Das Denkmal besteht aus Kunststein – einem Betonguss und wird auf Grund der Witterungsempfindlichkeit in der kalten Jahreszeit mit einem Schutz umbaut. Die Skulptur stammt von dem Bildhauer Richard Engelmann.

## Spielplatz
Bereits 1852 gab es im Stadtpark einen Spielplatz. Die Quellen berichten in diesem Jahr vom Bau einer Unterstellhalle für das Spielgerät. Im Mai 2010 wurde der Spielplatz zuletzt neugestaltet. Der Spielplatz greift die Thematik Stadt und Land auf. So wird die ringförmige Anlage durch einen angedeuteten Bach in zwei Hälften geteilt, wobei sich auf der einen Seite die Stadt und auf der anderen Seite eine Bachaue befindet. Auf der Stadtseite sollen die verschiedenen Spielgeräte einen Stadtturm, ein Gefängnis, eine Bäckerei, eine Post und das Rathaus darstellen. Auf der ländlichen Seite wiederum gibt es eine Mühle, ein Ochsenkarren, ein Kletterwald und eine Zollstation.